# Grigor Prličev
Grigor Prličev (bugarski: Григор Ставрев Пърличев, makedonski: Григор Ставрев Прличев, grčki: Γρηγόριος Σταυρίδης) (Ohrid, 30. siječnja 1830. – Ohrid, 1893.) bio je bugarski pisac, prevoditelj i preporoditelj 19. stoljeća. 
Rođen je u Ohridu 30. siječnja 1830. godine u Osmanskom Carstvu. U Sjevernoj Makedoniji smatraju ga za jednim od najvećih makedonskih književnika. Radio je kao učitelj grčkog jezika u Tirani, Prilepu i Ohridu. Pobijedio je na natjecanju pjesnika u Ateni 1860. godine. Nazvali su ga “drugi Homer”. Ponuđeno mu je studiranje u Oxfordu i Berlinu, ali je odbio. Borio se za uspostavljanje Bugarske egzarhije i za uvođenje bugarskog jezika u škole umjesto grčkog. Predavao je bugarski jezik u Ohridu, Solunu, Bitoli itd. Prvi je preveo Ilijadu na bugarski jezik. Pisao je na grčkom i bugarskom jeziku. Njegov sin Ćiril Prličev bio je pisac i aktivist.